# Ginzia kansuensis
Ginzia kansuensis är en fjärilsart som beskrevs av Johnson. Ginzia kansuensis ingår i släktet Ginzia och familjen juvelvingar. Inga underarter finns listade i Catalogue of Life.